# Wenzel Tornøe
Wenzel Ulrik Tornøe, född 9 september 1844 på Lehnshøj vid Svendborg, död 5 december 1907 i Köpenhamn, var en dansk målare.
Wenzel Tornøe var son till birkedomare (domare i en birk) Jens Wenzel Tornøe och Eleonore Jacobine Lacoppidan och från 1876 gift med konstnären Karen Elisabeth Blumer. Tornøe studerade vid Det Kongelige Danske Kunstakademi i Köpenhamn och genom självstudier under långa utlandsvistelser, bland annat i Rom 1871–1873 och Nederländerna, Belgien, Paris och Norditalien 1878–1879. Han medverkade ett flertal gånger i Foraarsudstillningen i Köpenhamn. Hans konst består av porträtt och genrmåleri. Tornøe är representerad vid KFUM i Köpenhamn, Bornholms Kunstmuseum, Randers Kunstmuseum, Ribe Kunstmuseum, Statens Museum for Kunst, Vejlemuseerne och ARoS Aarhus Kunstmuseum.   